# Питерсе, Эрни
Эрни Питерсе (африк. Ernie Pieterse; род. 4 июля 1938, Пероуз-Белвилль, ЮАР)- один из ведущих гонщиков Формулы-1 из Южной Африки 60-х годов, чемпион Южно-африканской Формулы-1 1962 года. Участвовал в трёх Гран-при ЮАР с 1962 по 1965 годы на собственном Lotus 21. Лучшего для себя результата добился в первом же гран-при, финишировав десятым. Также участвовал в незачётных гонках Формулы-1, лучший результат — 5 место в Гран-при Наталя 1962 года.

## Результаты в Формуле-1
|-
| Сезон | Команда             | Шасси    | Двигатель                  | Ш | 1       | 2   | 3   | 4   | 5   | 6   | 7   | 8   | 9      | 10       | Место | Очки |
| ----- | ------------------- | -------- | -------------------------- | - | ------- | --- | --- | --- | --- | --- | --- | --- | ------ | -------- | ----- | ---- |
| 1962  | Частная заявка      | Lotus 21 | Coventry-Climax FPF 1,5 L4 | D | НИД     | МОН | БЕЛ | ФРА | ВЕЛ | ГЕР | ИТА | США | ЮАР 10 |          | —     | 0    |
| 1963  | Lawson Organisation | Lotus 21 | Coventry-Climax FPF 1,5 L4 | D | МОН     | БЕЛ | НИД | ФРА | ВЕЛ | ГЕР | ИТА | США | МЕК    | ЮАР Сход | —     | 0    |
| 1965  | Lawson Organisation | Lotus 21 | Coventry-Climax FPF 1,5 L4 | D | ЮАР НКВ | МОН | БЕЛ | ФРА | ВЕЛ | НИД | ГЕР | ИТА | США    | МЕК      | —     | 0    |